# Sint-Remigiuskerk (Haacht)

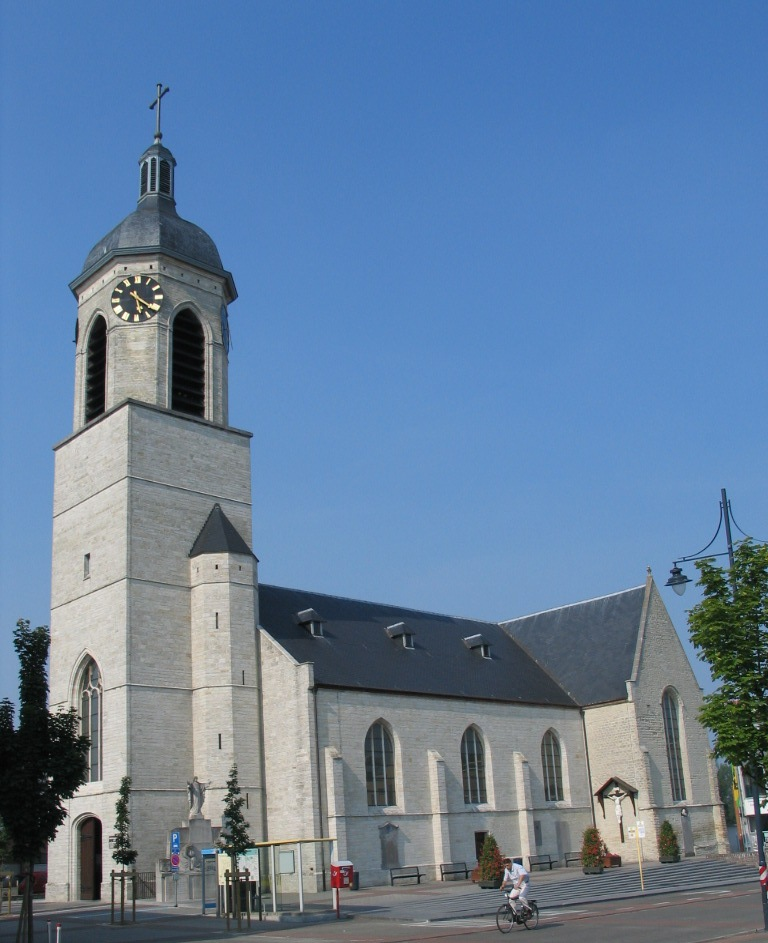
De Sint-Remigiuskerk

De Sint-Remigiuskerk in de Belgische gemeente Haacht is een kerkgebouw toegewijd aan de heilige Remigius van Reims.
Het huidige priesterkoor bevat nog muren van de oorspronkelijke kerk uit 1281. De rest van het koor is 17e-eeuws en wordt verlicht via lancetvensters. Tijdens de Eerste Wereldoorlog werd de kerk zwaar beschadigd. De kerktoren is een bouwwerk uit 1924. Tijdens de jaren ervoor werd ook het schip herbouwd met witte zandsteen. Ook het neogotisch kerkmeubilair stamt uit die periode. Sint-Quirinus wordt vereerd in een zijkapel uit 1634. De sacristie uit 1771 is dan weer classicistisch.

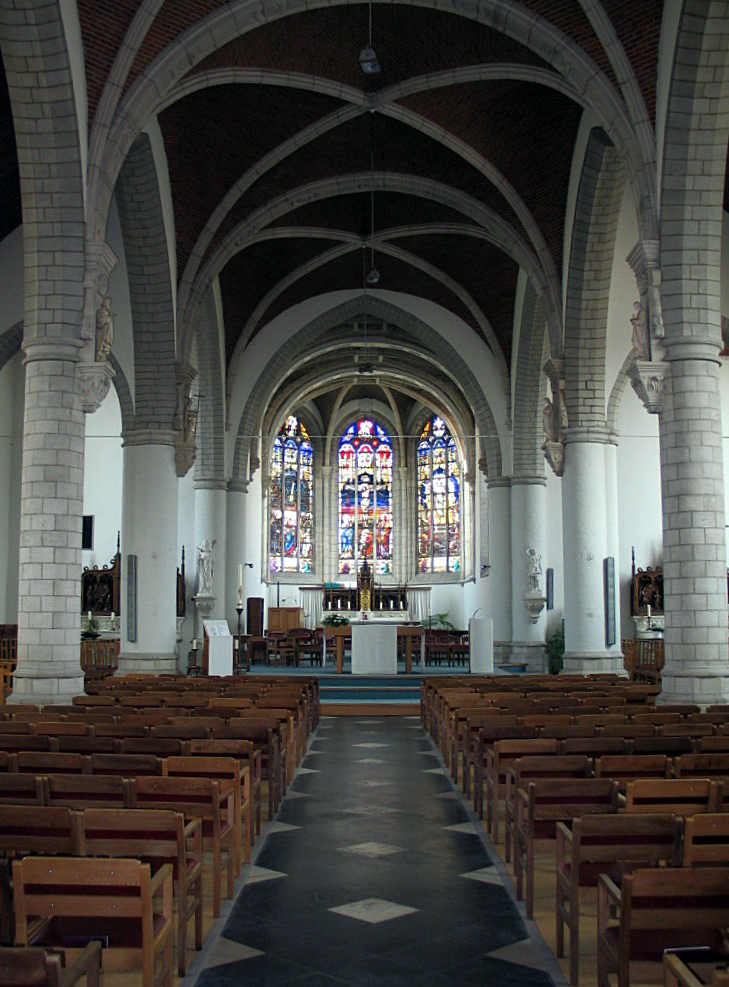
Het interieur van de Sint-Remigiuskerk